# Municipio de Boone (condado de Franklin)
El municipio de Boone (en inglés: Boone Township) es un municipio ubicado en el condado de Franklin en el estado estadounidense de Misuri. En el año 2010 tenía una población de 5401 habitantes y una densidad poblacional de 15,54 personas por km².

## Geografía
El municipio de Boone se encuentra ubicado en las coordenadas 38°18′40″N 91°17′13″O / 38.31111, -91.28694. Según la Oficina del Censo de los Estados Unidos, el municipio tiene una superficie total de 347.59 km², de la cual 346,82 km² corresponden a tierra firme y (0,22 %) 0,77 km² es agua.

## Demografía
Según el censo de 2010, había 5401 personas residiendo en el municipio de Boone. La densidad de población era de 15,54 hab./km². De los 5401 habitantes, el municipio de Boone estaba compuesto por el 98,41 % blancos, el 0,06 % eran afroamericanos, el 0,3 % eran amerindios, el 0,26 % eran asiáticos, el 0,09 % eran de otras razas y el 0,89 % eran de una mezcla de razas. Del total de la población el 0,65 % eran hispanos o latinos de cualquier raza.